# Túnel de base del Sant Gotard

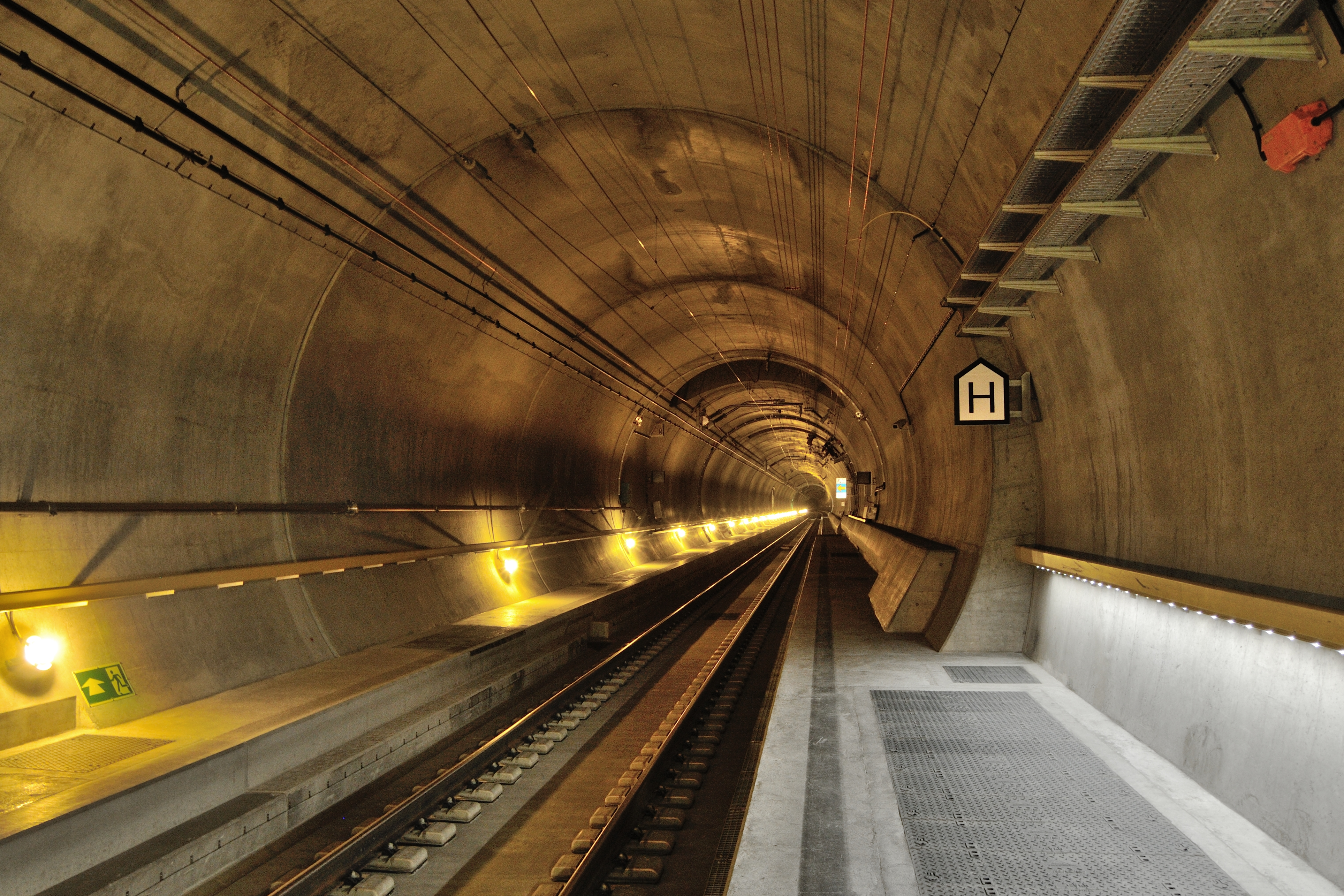
Estació multifuncional sota Sedrun.

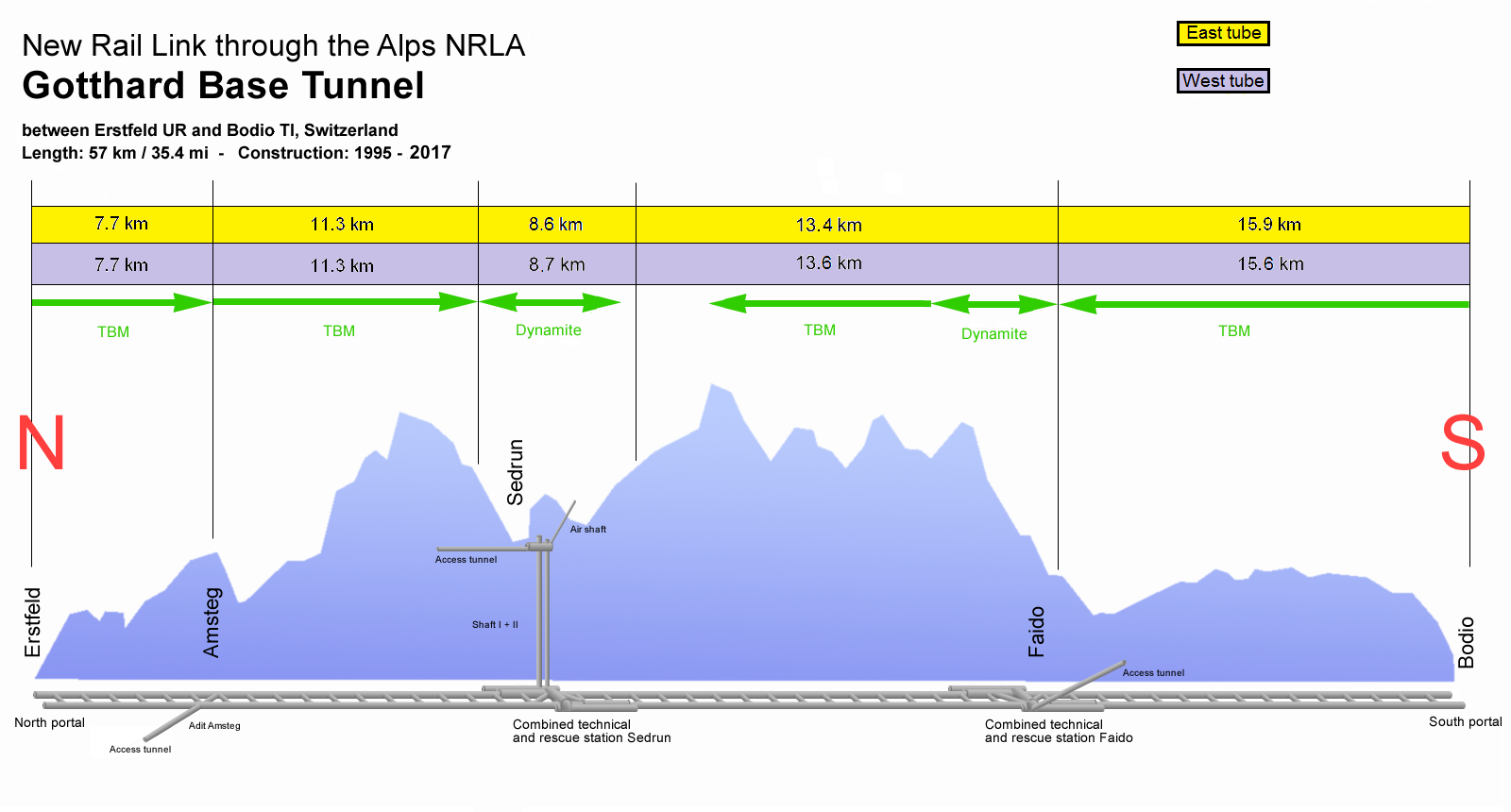
Esquema del túnel (en verd: direcció- excavació).

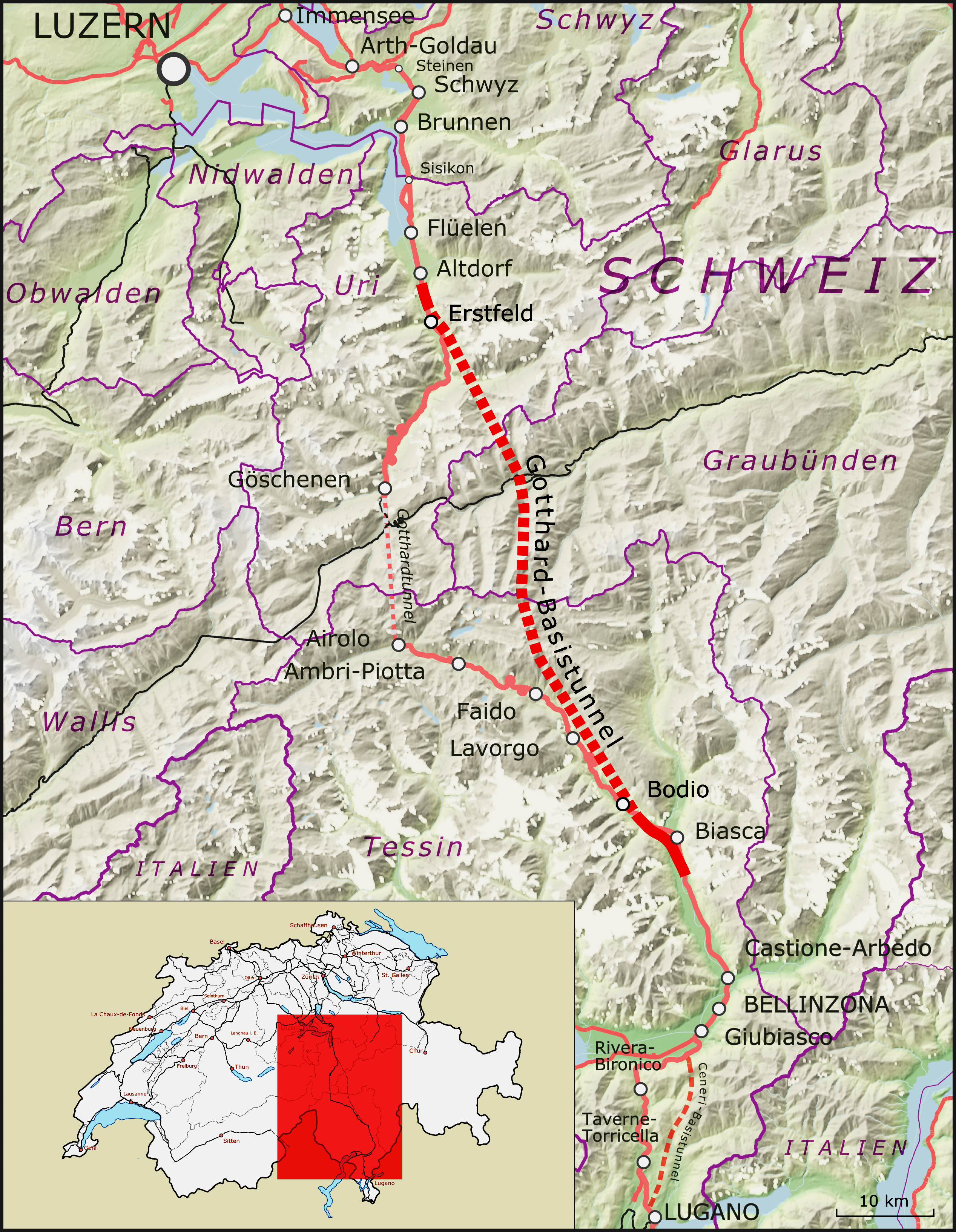
Mapa del túnel

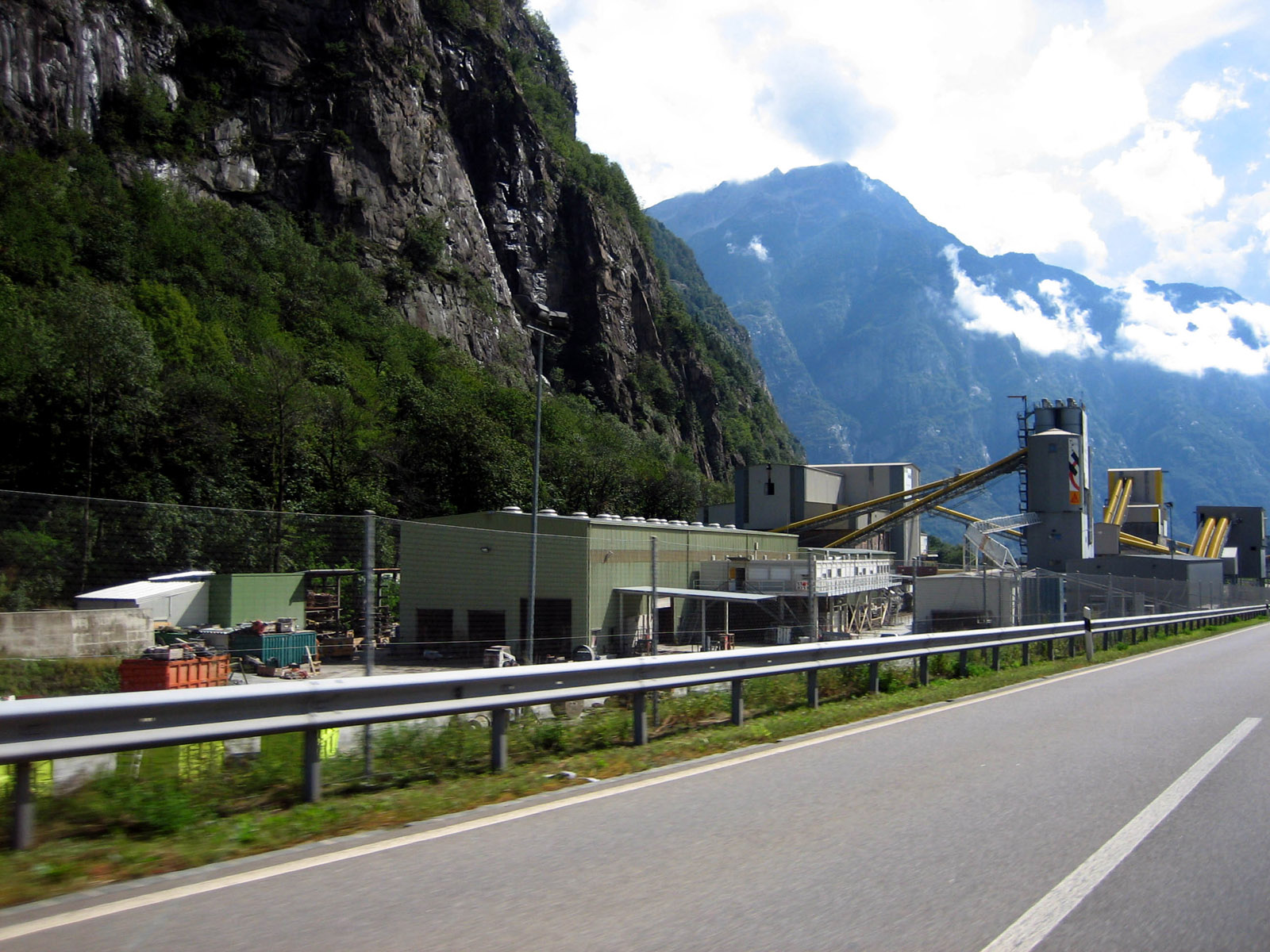
Lloc de la construcció prop de Bodio.

El Túnel de base del Sant Gotard és un túnel ferroviari sota els Alps a Suïssa. Amb una longitud de 57,09 km i un total de 151,84 km de túnels i galeries, és el túnel ferroviari més llarg i profund del món. La perforació va concloure el 15 d'octubre de 2010 i va ser inaugurat oficialment l'1 de juny de 2016.
El projecte, amb un cost de 9.830 milions de francs suïssos, consta de dos túnels separats que contenen una via cadascun. És part del projecte suís AlpTransit, també conegut com a New Railway Link through the Alps (NRLA), que així mateix inclou els túnels de Lötschberg i Mont Ceneri entre els cantons suïssos de Berna i Valais.
Els túnels tenen la finalitat de facilitar el pas dels Alps i establir una ruta directa apta per a trens d'alta velocitat. Una vegada finalitzats, el temps actual de viatge de gairebé quatre hores entre Zúric i Milà es redueix a dues hores i mitja.
Les boques del túnel són a prop de les ciutats de Erstfeld (nord) i Bodio (sud).

## Generalitats
La ruta a través del pas de Sant Gotard és una de les més importants per travessar els Alps en l'eix nord-sud d'Europa. El trànsit per aquesta ruta ha augmentat de manera exponencial des de 1980, i les carreteres i traçats ferroviaris han arribat a la saturació de tràfic.
A fi de solucionar aquests problemes i d'aconseguir un sistema més ràpid per creuar els Alps, els votants suïssos van decidir construir aquest túnel a través del Massís de Sant Gotard a 600 m per sota del túnel ferroviari existent.
A través del traçat ferroviari actual els trens de mercaderies tenen limitat el pes màxim a 2.000 t, usant dues o tres locomotores. Amb el nou túnel, els trens de mercaderies de fins a 4.000 t poden travessar els Alps sense locomotores addicionals i els trens de passatgers poden circular fins a 250 km/h reduint sensiblement els temps de viatge dels recorreguts transalpins.

## Construcció
La responsable de la construcció és l'empresa AlpTransit Gotthard, que amb vista a reduir a la meitat el temps previst va començar les obres des de quatre punts diferents (finalment van ser cinc) al mateix temps situats en Erstfeld, Amsteg, Seduns, Faido i Bodio.
Es va construir un sistema de túnels amb dos tubs principals de via única, connectats cada 325 m aproximadament per túnels de servei. Els trens poden canviar de túnel en alguna de les dues "estacions multifuncionals" sota Sedrun i Faido, que alberguen equips de ventilació i infraestructura tècnica i serveixen com a parades d'emergència i rutes d'evacuació per a casos d'emergència.
L'accés a la "estació multifuncional de Sedrun" serà un túnel gairebé pla d'un quilòmetre de longitud des de la vall on es troba la ciutat de Sedrun. Per això existeix un projecte local de transformar l'estació en una parada oficial de trens anomenada Porta Alpina. En el procés d'excavació, van morir nou treballadors.

## Dades rellevants
- Longitud: 57.104 m (túnel est) i 57.017 m (túnel oest)[5]
- Longitud total de túnels i galeries: 151,84 km
- Inici de la construcció: 1993 (sondejos), 1996 (preparació) i 2003 (excavació)
- Cost total: 10.300 milions de dòlars (projectat).[6] Cost real de més de 12.000 milions de dòlars[7]
- Trens diaris: 200-250
- Volum de roca excavada: 24 milions de t (13,3 milions de m³)
- Nombre de màquines tuneladores (TBM): 4

## Progrés de l'obra
| Any  | Mes        | Total completat | % del total de 151,84 km |
| ---- | ---------- | --------------- | ------------------------ |
| 2004 | Juliol     | 52,34 km        | 34,1%                    |
| 2005 | Juny       | 74,59 km        | 48,6%                    |
| 2006 | Juny       | 94,10 km        | 61,3%                    |
| 2006 | Desembre   | 102,07 km       | 66,6%                    |
| 2007 | Juny       | 103,67 km       | 67,6%                    |
| 2007 | Octubre    | 105,01 km       | 68,6%                    |
| 2008 | Gener      | 106,80 km       | 69,6%                    |
| 2008 | Març       | 108,00 km       | 70,4%                    |
| 2008 | Maig       | 109,90 km       | 71,7%                    |
| 2009 | Febrer     | 125,40 km       | 81,8%                    |
| 2009 | Setembre   | 137,30 km       | 90,4%                    |
| 2010 | Març       | 143,80 km       | 94,7%                    |
| 2010 | 15 octubre | 149.10 km       | 98,7%                    |
| 2011 | Març       | 151.26 km       | 99,6%                    |
| 2011 | Abril      | 151,70 km       | 99,91%                   |
| 2011 | Maig       | 151,75 km       | 99,94%                   |
| 2011 | Juny       | 151,82 km       | 99,99%                   |